# یوروتک
یوروتک (انگلیسی: Eurotech) شرکت سخت‌افزار ایتالیایی است، که در سال ۱۹۹۲ تأسیس شد.